# Burford (canto liturgico)
Il canto liturgico n. 6 (Z 125) detto Burford (nomi alternativi: Hexham, Norwich, Uxbridge) è una composizione musicale non posteriore al 1718, attribuita a Purcell ma in realtà di autore ignoto. È variamente armonizzato e pubblicato a quattro voci in numerosi salteri e innari per musicare salmi e inni metrificati secondo il metro suo proprio, che è quello comune (C. M.) della salmodia metrica inglese (8.6.8.6).
Tra gli inni ai quali è stato applicato si ricorda On the Passion of Our Saviour di Samuel Wesley il Giovane. Con questo testo il canto ha ricevuto notorietà cinematografica dal film L'uomo che sapeva troppo di Alfred Hitchcock nel 1956.

## Attribuzione
L'attribuzione del canto a Purcell sembra essere sorta senza alcun fondamento nel 1791, nei Psalms of David curati dal compositore Edward Miller. Il prestigio di Purcell in Inghilterra è però tale che il Burford è rimasto lungamente legato al suo nome. Ancora nel 1962 Lewis e Fortune lo includono tra le opere del maestro, citando un tardo manoscritto. Il catalogo Zimmermann invece lo ritiene apocrifo, indicando come vero autore il poeta Henry Carey, ma di nuovo non si tratta di attribuzione fondata; né maggiori indizi esistono della paternità del canto da parte di William Wheal (mai citato prima del 1777). Tra i possibili autori del Burford è menzionato anche un Matthew Wilkins. Si tratta nei fatti di una melodia anonima, di probabile origine gallese.

## Storia
Pubblicato per la prima volta nel 1718 nel Book of Psalmody di John Chetham, il canto ebbe in seguito numerose edizioni anche negli Stati Uniti, in due fasi (1759-1771 e 1799-1810). Il Burford appare nel XVIII-XIX secolo, sotto diversi nomi, in oltre duecento raccolte inglesi e in quarantacinque statunitensi, dotato di vari testi ma spesso anche privo di testo. Il nome corrente sembra essergli stato assegnato dall'Harmonia perfecta di Nathaniel Gawthorn nel 1730.

## Struttura
La composizione è in metro ternario (32) e in modo minore, scritta generalmente in sol. Presenta ritmo anacrusico, che si riproduce in tutte e quattro le frasi di cui si compone, corrispondenti ai singoli versi di una strofa. Il ritmo è costantemente giambico, formato quindi dalla successione breve-lunga (qui rappresentate da minima e semibreve), con la sola apparente eccezione delle sillabe in battere che si spezzano in due note brevi. La partitura segue lo schema del cosiddetto metro comune salmodico inglese (commom metre), il quale corrisponde alla successione sillabica 8.6.8.6: pertanto le frasi (versi) dispari contengono quattro battute e le pari tre, oltre alle rispettive anacrusi. La melodia, variamente armonizzata nelle diverse versioni, si svolge per intero sui primi cinque gradi della scala minore (sol-la-si♭-do-re) con l'aggiunta della sensibile (fa♯). Procede inoltre quasi sempre per gradi congiunti (un unico «piccolo» salto - di terza minore - si pone tra la fine del terzo verso e l'anacrusi del quarto) ed è perciò molto semplice da intonare.

## Influenze
Alfred Hitchcock usò il Burford nella nota scena del film L'uomo che sapeva troppo (1956) in cui i protagonisti Ben e Jo McKenna visitano l'Ambrose Chapel, la chiesa di Londra che nella trama è il covo dei rapitori del figlioletto Hank. La coppia entra nella cappella mentre è in corso una funzione e l'assemblea è intenta a cantare l'inno di Wesley On the Passion of Our Saviour (prima e ultima strofa). I versi di quest'inno sono associati al Burford nell'innario di Magdalen Chapel del 1791 e la melodia tratta da questa raccolta era disponibile presso la biblioteca musicale della Paramount. La scelta parrebbe quindi casuale. È però notevole e suggerisce alcune letture critiche la sostituzione del verso finale della prima strofa «Why hides the Sun his Rays?», voluta non si sa se dal regista, dall'autore della colonna sonora Herrmann o dalla produzione. Nel riferimento del testo al terremoto - che riecheggerebbe la tempesta della cantata Storm Clouds - si è notata perfino una possibile allegoria della vicenda dei protagonisti.
Il testo cantato nel film è riportato di seguito.
Let Sin no more my Soul enslave,
break, Lord, the Tyrant's chain;
o save me, whom thou cam'st to save,
nor bleed, nor die in vain.»
La scena offre lo spunto per una gag in cui Doris Day (cantante nella vita e nel film), seguendo James Stewart nel trucco ingegnoso di scambiarsi informazioni di nascosto, cantate sulle note del Burford, prova goffamente a intonare l'inno senza conoscere la musica, stona e attira l'attenzione dei presenti.